# EVE rebirth terror
『EVE rebirth terror』（イヴ・リバーステラー）は、Red Flagshipから発売されたゲームソフト。「EVEシリーズ」の7作目。主人公は私立探偵「天城小次郎」と捜査官「法条まりな」。2人の主人公を操作してストーリーを進めていくマルチサイトアドベンチャーゲーム。
今作はシナリオライターのさかき傘による『EVE burst error』の直接的な続編として作られている。そのため過去に制作された他の続編とは繋がらない世界観になっている。また、『悦楽の学園』の設定を引き継いでいる。

## ストーリー
雨宮学園事件から数年後、バーストエラー事件から1年後を舞台に、あまぎ探偵事務所所長「天城小次郎」と内閣情報調査室の捜査官「法条まりな」の2人が再びエルディアの陰謀に巻き込まれていく。

### 小次郎編
冬のある日、エール外国人学校の生徒・音無 橘花があまぎ探偵事務所を訪れ、臨時講師の美ノ神みなとの捜索を依頼する。捜査を進めるにつれ、エルディアがちらつき始め、やがて事件はいち講師の失踪だけに留まらない、危険な様相を見せ始める。

### まりな編
まりなはある事件による挫折からここ1年は現場から遠ざかっていた。冬のある日、後輩の杏子を通じて、本部から不可解な死に方をした研究者の再調査を命じられる。捜査を進める中、まりなは研究者の助手・ヴィーネと出会う。また、その事件でもエルディアの影がちらついていた。また、 小次郎の元恋人・弥生はキアという少年と出会う。

## 登場人物
天城 小次郎（あまぎ こじろう）
声：子安武人
主人公の1人。
あまぎ探偵事務所所長。
法条 まりな（ほうじょう まりな）
声：三石琴乃
主人公の1人。
内閣情報調査室所属、1級捜査官。
1年前と同じビルで与えられた任務は、不可解な死に方をした研究者の再調査。
桂木 弥生（かつらぎ やよい）
声：行成とあ
桂木探偵事務所所長。
小次郎の元恋人。
一時期所員の不祥事疑惑などで被った、かつての汚名はすっかり払拭し、事務所はまた業界最大手に戻った。
海外でラオスの麻薬取締事件解決に協力したところから本作の事件が始まる。
氷室 恭子（ひむろ きょうこ）
声：松井菜桜子
あまぎ探偵事務所所員、元教育監視機構の捜査員。
思うところがあって小次郎の元で働くことに。
能力が高く、堅実な性格をしているので地味な仕事も着実にこなしている。
今作ではがっつり事件に関わる事になり、彼女の活躍が重要なキーになっている。
甲野 三郎（こうの さぶろう）
声：内田直哉
内閣情報調査室、まりなの直接の上司。
上司でありよき理解者でもある。
一方、彼女の暴走癖が他の部下に感染しないか心配している。
香川 美純（かがわ みすみ）
声：渕崎ゆり子
元内務監査部、監査官。
現在は出世をし、別の部署に栄転。
まりなを何かと敵視していた一方、甲野との関係も解消していた。
桐野 杏子（きりの きょうこ）
声：大橋彩香
まりなの後輩、新任捜査員。
『EVE The Lost One』の設定を元に再構築されたキャラ。
現在はまだ見習いの段階で、まりなに振り回される。
能力値だけならまりなに引けをとらないほど優秀なのだが、色々とドジな面もある。
内閣情報調査室の新人ながらまりなとコンビを組み事件解決に奔走する。
音無 橘花（おとなし きっか）
声：東山奈央
エール外国人学校に通う女子校生。
最近失踪した教師を探していたが、1人では真相究明は無理と思いあまぎ探偵事務所を頼ることにした。
キア
声：村瀬歩
桂木探偵事務所に忍び込んだ謎の少年。
東南アジア系の風貌だが、日本語は理解できている様子。
何かしら目的があって日本に来たようだが、その目的は不明。
市種 悠馬（いちぐさ ゆうま）
声：森田成一
エール外国人学校の保健医。
イケメンで紳士的なので女生徒からの評判は上々。
時折、一介の保健医らしからぬ鋭さを見せる。
謎の女A, B
声：小山茉美（A）、富沢美智恵（B）
小次郎やまりなの行先に現れる謎の女たち。
その顔には整形の跡が見られ、名前も偽名のようである。
ジェス・カスター
声：大川透
殺し屋。
世界中の要人が警戒するほどの腕を持つナイフの使い手。
現在、日本にいることが確認された。
なにやら過去に桂木源三郎と関わりがあったようだが…。
リバー
声：竹内良太
旅行中のアメリカ人男性。
その瞳には憂いを帯びており、時折海を眺めている。
ヴィーネ・フラル
声：洲崎綾
OIF社の研究室の客員研究員。
亡くなった橘公彦の助手を務めていた。
深浦 麻世（ふかうら まよ）
声：石川由依
エール外国人学校に通う女子校生。
どこか浮世離れしており、学校とは無関係の小次郎に対しても警戒心を抱かない。
美ノ神 みなと（びのかみ みなと）
音無橘花が小次郎に捜索依頼した人物。
エール外国人学校の臨時講師だったが突然失踪した。
佐久間 裕一（さくま ゆういち）
『悦楽の学園』の主人公。
教育監視機構の捜査員、氷室恭子の元同僚。

## 特典
また、PS4版には『EVE burst error R』が丸ごと、PS Vita版には「ミニエピソードビジュアルノベル」が、それぞれ収録された。
これらはゲーム内メニューからプレイできるので、所謂追加特典ディスクでは無い。
尚、NSW版はダウンロード専売なためか特典は一切無い。

## 評価
電撃オンラインの黒船Mk-IIは、『EVE burst error』に負けないくらいの名作だったと評している。